# Fløjspiller (sport)
En fløjspiller er i holdsport en spiller, der primært spiller nær en sidelinje på banen. En spiller vil typisk enten være højre eller venstre fløj. Begrebet kendes fra følgende sportsgrene:
- Fodbold: Oprindeligt blev det engelske udtryk 'wing' brugt om en offensiv spiller, der primært spillede på den ene side af banens længdeakse. Man skelnede her mellem 'yderwing' og 'innerwing', hvor yderwingen var den spiller, der spillede tættest på sidelinjen.[1] I moderne fodbold bruges begreberne 'fløj(spiller)' eller 'kantspiller' oftest om den offensive spiller, der som udgangspunkt spiller nærmest sidelinjen. En af denne spillers opgaver er at forsøge at sparke bolden ind i målfeltet, hvor øvrige medspillere forsøger at dirigere bolden i mål. En god fløjspiller skal som udgangspunkt være god til at spille med den fod, der svarer til den sidelinje, han/hun spiller langs i angreb, dvs. en venstre fløjspiller skal helst have et godt venstreben og omvendt.
- Håndbold: En fløjspiller spiller som udgangspunkt nærmest sidelinjen i såvel forsvar som angreb. En højrefløj er optimalt set venstrehåndet og omvendt, idet det giver størst skudvinkel i forhold til målet i angrebssituationer.